# Az Év Újonca (CHL) díj

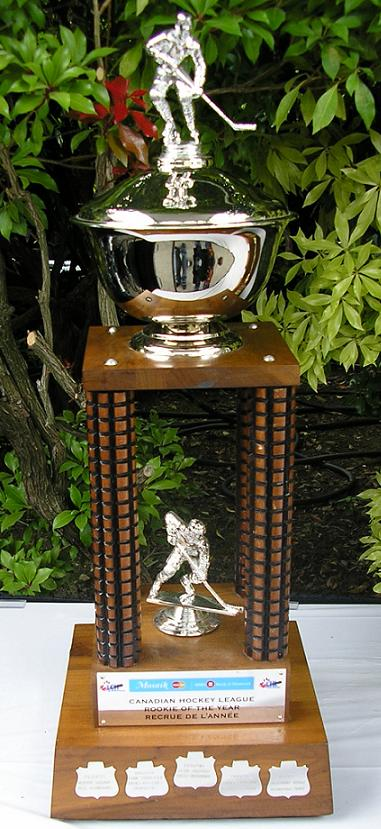
A trófea

Az Év Újonca díjat az a fiatal játékos kapja, akit az első évében a legjobbank választanak meg a Canadian Hockey League-ben. Az Ontario Hockey League-ben az Emms Family-díj nyertese, a Western Hockey League-ben a Jim Piggott-emlékkupa győztese és a Québec Major Junior Hockey League-ben az RDS-kupa győztese közül választják ki, hogy végül ki lesz az összesített győztes

## A díjazottak
| Szezon    | Győztes            | Csapat                      | Liga  |
| --------- | ------------------ | --------------------------- | ----- |
| 2018–2019 | Quinton Byfield    | Sudbury Wolves              | OHL   |
| 2017–2018 | Alexis Lafrenière  | Rimouski Océanic            | QMJHL |
| 2016–2017 | Nico Hischier      | Halifax Mooseheads          | QMJHL |
| 2015–2016 | Alexander Nylander | Mississauga Steelheads      | OHL   |
| 2014–2015 | Alex DeBrincat     | Erie Otters                 | OHL   |
| 2013–2014 | Nikolaj Ehlers     | Halifax Mooseheads          | QMJHL |
| 2012–2013 | Valentyin Zsikov   | Baie-Comeau Drakkar         | QMJHL |
| 2011–2012 | Mihail Grigorenko  | Québec Remparts             | QMJHL |
| 2010–2011 | Najil Jakupov      | Sarnia Sting                | OHL   |
| 2009–2010 | Matt Puempel       | Peterborough Petes          | OHL   |
| 2008–2009 | Brett Connolly     | Prince George Cougars       | WHL   |
| 2007–2008 | Taylor Hall        | Windsor Spitfires           | OHL   |
| 2006–2007 | Patrick Kane       | London Knights              | OHL   |
| 2005–2006 | John Tavares       | Oshawa Generals             | OHL   |
| 2004–2005 | Benoît Pouliot     | Sudbury Wolves              | OHL   |
| 2003–2004 | Sidney Crosby      | Rimouski Océanic            | QMJHL |
| 2002–2003 | Matt Ellison       | Red Deer Rebels             | WHL   |
| 2001–2002 | Patrick O’Sullivan | Mississauga IceDogs         | OHL   |
| 2000–2001 | Scottie Upshall    | Kamloops Blazers            | WHL   |
| 1999–2000 | Dan Blackburn      | Kootenay Ice                | WHL   |
| 1998–1999 | Pavel Brendl       | Calgary Hitmen              | WHL   |
| 1997–1998 | David Legwand      | Plymouth Whalers            | OHL   |
| 1996–1997 | Vincent Lecavalier | Rimouski Océanic            | QMJHL |
| 1995–1996 | Joe Thornton       | Sault Ste. Marie Greyhounds | OHL   |
| 1994–1995 | Bryan Berard       | Detroit Junior Red Wings    | OHL   |
| 1993–1994 | Vitalij Jacsmenyev | North Bay Centennials       | OHL   |
| 1992–1993 | Jeff Friesen       | Regina Pats                 | WHL   |
| 1991–1992 | Alexandre Daigle   | Victoriaville Tigres        | QMJHL |
| 1990–1991 | Philippe Boucher   | Granby Bisons               | QMJHL |
| 1989–1990 | Petr Nedvěd        | Seattle Thunderbirds        | WHL   |
| 1988–1989 | Yanic Perreault    | Trois-Rivières Draveurs     | QMJHL |
| 1987–1988 | Martin Gélinas     | Hull Olympiques             | QMJHL |